# Kangerluk
Kangerluk (Kangerdluk avant 1973, anciennement Diskofjord en danois) est un village groenlandais situé dans la municipalité de Qeqertalik près de Qeqertarsuaq au sud-ouest de l'île de Disko. Il est le plus petit village du pays, avec seulement 11 habitants en 2023

## Démographie
| 2009 | 2011 | 2023 |
| ---- | ---- | ---- |
| 39   | 35   | 11   |